# De Weere (Niedorp)
Pour les articles homonymes, voir De Weere.
De Weere est une localité située dans la commune néerlandaise de Hollands Kroon, dans la province de la Hollande-Septentrionale.